# Maesa corneri
Maesa corneri är en viveväxtart som beskrevs av Herman Otto Sleumer. Maesa corneri ingår i släktet Maesa och familjen viveväxter. Inga underarter finns listade i Catalogue of Life.